# Hernán Carvallo
Luis Hernán Carvallo Castro (19 agosto 1922 – 24 marzo 2011) è stato un calciatore cileno, di ruolo centrocampista.

## Carriera

### Club
Ha giocato per dodici stagioni nell'Universidad Católica, vincendo due campionati cileni.

### Nazionale
Prese parte con la Nazionale cilena al Campeonati sudamericano del 1946 e ai Mondiali del 1950.

## Palmarès

### Club
- Campionato cileno: 2

Universidad Catolica: 1949, 1954